# 自由軟體鑄造場
自由軟體鑄造場（英語：Open Source Software Foundry），簡稱OSSF，隸屬於中央研究院資訊科技創新研究中心，乃一負責研究推廣自由軟體／開放原始碼軟體的學術單位，於2003年獲得經濟部工業局專案補助而成立。2015年，因中華民國科技部政策改變、決定不再補助，專案計畫於年底停止。

## 歷史沿革
- 2003年，中央研究院資訊科學研究所接受經濟部工業局「自由軟體產業推動計畫」之補助，成立了「自由軟體鑄造場」（以下簡稱「鑄造場」）。
- 2009年，鑄造場改隸中央研究院資訊科技創新研究中心。
- 2015年，由於科技部將取消經費，鑄造場將於2015年底結束計畫[1]。

## 組織目標
一言以蔽之：推廣自由軟體，OSSF Supports Software Freedom。
鑄造場的目標為培育台灣自由軟體社群與人才。其實際工作為：
1. 推廣自由軟體
2. 集結台灣自由軟體社群
3. 促進台灣人才培育與產業合作
4. 國際趨勢交流接軌

## 外部架構

### 三大平台
人：Who's Who
多元的自由軟體人才資訊網，這裡收錄了來自國內社群、學界與業界的自由軟體相關人才，介紹台灣自由軟體社群發展，整合跨領域的人際網絡與人才資源，分享自由軟體活動訊息、開發經驗及個人近況，使用者亦可以透過此平台與國內需要自由軟體人才的廠商連繫接洽。
事：資訊匯集平台
OSSF的主要對外網站，隨時提供計畫最新動態、社群活動、法律授權以及自由軟體相關研究報告與教材資源等。
物：OpenFoundry
一個供自由軟體愛好者討論、編寫、管理專案內容所設置的共同開發平台，使用者可以透過此平台下載所需的自由軟體，並回報軟體的改良意見。

### 五大服務
法律政策諮詢與服務
法律方面的服務包括了自由軟體授權條款研究、案例追蹤、商業運用模式與政府政策研究等等。此外，若實際應用自由軟體時遭遇法律疑問，鑄造場也提供諮詢或爭端解決的協助。各項法律政策相關的資訊您可以在鑄造場的法政中心網頁與自由軟體鑄造場電子報的「法律源地」專欄中查閱。
發行自由軟體鑄造場電子報
一份推廣自由軟體的電子發報系統，內容包括國內外自由軟體技術介紹、產業趨勢、法律授權議題、名家專欄以及社群活動等，每月發行兩期，以純文字版本與網頁版本並行出刊。
匯集自由軟體領域的專業資源目錄
在這個資源目錄下，鑄造場蒐集與自由軟體相關的組織、程式應用等網頁資訊，將其分類為中文應用、企業運算、嵌入式系統、一般應用、開發工具等大項，供使用者依此資源目錄為基礎，循序深入自由軟體豐富的應用世界。
提供自由軟體相關教材與研究報告
鑄造場將過往至各大專院校推廣自由軟體的教材、簡報、技術文件與研究報告等，匯整於此，供有志研讀的使用者自行下載使用。
舉辦各類自由軟體活動及工作坊
鑄造場每年不定期針對自由軟體相關議題舉辦多場研討會，亦與國內社群與業界合作自由軟體技術交流工作坊。

### 內部架構

#### 組織成員
| 姓名   | 職務       | 職務方向                                                                             |
| 李德財 | 計畫主持人 | - 計畫工作方向的規劃與彙整 - 規劃、協調、督導專案進行                                |
| 張韻詩 | 計畫主持人 | - 計畫工作方向的規劃與彙整 - 規劃、協調、督導專案進行                                |
| 莊庭瑞 | 計畫主持人 | - 計畫執行工作的協調與督導 - 協助計畫法律授權與國際媒合事務                          |
| 蕭景燈 | 計畫主持人 | - 計畫執行工作的協調與督導 - 協助網站元件開發與導入最新技術                          |
| 林誠夏 | 專案經理   | - 計畫執行事務的統籌與分配 - 自由軟體授權條款研讀及分析 - 自由軟體應用模式研究及紀錄 |
| 陳蕙蓁 | 專案企劃   | - 計畫成果列檔彙整 - 計畫經費控制管理 - 計畫人事事務管理                             |
| 陳飛亨 | 營運推廣   | - 培育「自由軟體」校園種子 - 輔助「自由軟體」社群成長 - 拓展「自由軟體」企業資源     |
| 洪華超 | 營運推廣   | - 舉辦工作坊推廣活動 - 主網站資料維護                                                |
| 彭冠雯 | 營運推廣   | - 社群經營規畫 - 電子報執行編輯 - 協助社群活動執行                                   |
| 陳帝佑 | 營運兼任   | - 資源表列資訊彙整 - 行政事務協助支援                                                |
| 陳瑞霖 | 營運兼任   | - 電子報外電編譯 - 電子報稿件校稿 - 電子報源碼密技撰稿                               |
| 李婉婷 | 營運兼任   | - 電子報編務工作 - 電子報採訪和撰寫                                                  |
| 邱健雄 | 技術服務   | - OpenFoundry網站開發 - OpenFoundry維護與更新 - 計畫伺服器系統管理                   |
| 王再國 | 技術服務   | - OpenFoundry開發 - OpenFoundry維運與推廣 - OpenFoundry網站技術研究與支援            |
| 王家薰 | 技術服務   | - OpenFoundry維護與更新 - WebSite Usability設計 - 營運組技術支援                     |
| 陳富川 | 技術服務   | - OpenFoundry網站維護 - OpenFoundry推廣與支援 - 網頁相關技術研究                     |
| 陳鈺杰 | 技術服務   | - OpenFoundry網站維護與開發 - 網頁技術研究 - 伺服器系統維護研究                      |
| 黃崇閔 | 技術服務   | - OpenFoundry維護與更新 - OpenFoundry推廣與支援                                      |
| 趙偉盟 | 技術服務   | - OpenFoundry維護與更新 - OpenFoundry推廣與支援                                      |
| 林彥夫 | 技術兼任   | - 網站除錯與功能維護 - 網站新功能開發與測試                                          |
| 魏銘庭 | 技術兼任   | - 網站除錯與功能維護 - 專案管理平台系統測試                                          |
| 葛冬梅 | 法政研究   | - 授權條款相容性分析 - 程式碼不相容的解決方案提供 - 程式碼釋出方案規劃               |
| 林珈宏 | 法政研究   | - 自由軟體法律授權條款分析 - 軟體授權策略研擬                                        |
| 林懿萱 | 法政兼任   | - 自由軟體法律授權常見問答撰寫與彙編 - 自由軟體商業建議書資料蒐集與編撰              |
| 黃郁文 | 法政兼任   | - 法政新聞外電編譯 - 自由軟體爭訟案件追蹤與分析                                      |

## 推廣紀錄

### 2004年
- 2004年2月：舉辦「2004年同儕計算研討會 (2004 Workshop on Peer-to-Peer Computing) （页面存档备份，存于）」
- 2004年3月：舉辦「Asia BSDCon 2004學術研討會[永久]」
- 2004年9月：舉辦「第四屆亞洲開放原始碼論壇（AOSS）」[2]
- 2004年11月：舉辦「Firefox 1.0中文版發表記者會」[3]
- 2004年12月：舉辦「Foundry Day‧Forging Expertise」，其中邀請SourceForge.net的總監Patrick McGovern來台演說[4]

### 2005年
- 2005年3月：協辦台灣Perl使用者的年度盛會─ YAPC::Taipei 2005[5]
- 2005年5月：邀請自由軟體之父Richard Stallman至中研院公開演講[6]
- 2005年8月：參與「2005台灣Linux論壇」暨Linux Expo展覽[7]
- 2005年9月：舉辦「2005年自由企業中介軟體研討會」[8]
- 2005年10月：參與「2005自由軟體前瞻技術國際高峰論壇」
- 2005年11月：舉辦「ICOS 2005 國際開放源碼研討會」[9]

### 2006年
- 2006年1月：舉辦「2006國際開放原始碼嵌入式軟體競賽（IOSESC）」[10]
- 2006年2月：邀請Ubuntu創始者Mark Shuttleworth來台演講[11]
- 2006年4月：舉辦「OSDC開放源碼程式研討會」，邀請Wikipedia創辦人Jimmy Wales來台演講[12]
- 2006年8月：舉辦「開放源碼流程管理技術座談會」[13]
- 2006年9月：舉辦「ICOS 2006 國際開放源碼研討會」[14]
- 2006年12月：參與「超越Web 2.0在企業之應用」[15]
- 2006年12月：舉辦「2006企業運算研討會：開放源碼的機會」[16]

### 2007年
- 2007年5月：邀請Tim Knapp談「紐西蘭的開放源碼經驗談」[17]
- 2007年8月：贊助Wikimania 2007[18]
- 2007年12月：舉辦「2007國際企業運算研討會」 (ICESA 2007)[19]

### 2008年
- 2008年6月：參與「第四屆台灣駭客年會（Hacks In Taiwan 2008）」[20]
- 2008年8月：舉辦「國際開放源碼研討會ICOS 2008」[21]
- 2008年8月：參與「COSCUP 2008開源人年會」[22]

### 2009年
- 2009年1月：參與「自由軟體應用程式開發技術座談會 - Linux Kernel / Driver講座」[23]
- 2009年4月：贊助「Open Source Developers’ Conference Taiwan（OSDC.TW）」
- 2009年4月：贊助第二屆「WorldPloneDay」[24]
- 2009年6月24日：舉辦「那些老師沒教的事情：自由軟體法律授權分析」[25]
- 2009年7月18日：參與「第五屆台灣駭客年會 (Hacks In Taiwan 2009) （页面存档备份，存于）」
- 2009年7月25日：舉辦「自由軟體法律授權工作坊-南台灣探索之旅｣
- 2009年8月15日－16日：贊助與參與「2009 COSCUP開源人年會」[26]
- 2009年11月：贊助第一屆「World Plone Day」[24]

### 2013年
- 2013年3月：舉辦第一屆「SITCON學生計算機年會」
- 2013年12月：舉辦「The Open Source Way 開源之道工作坊」[27]

## 網站環境
在自由軟體鑄造場建置專案，可設定源碼授權，圖文授權，相關敘述以及是否隱藏專案。
關於申請資格，必須在網站上註冊之後，填寫相關資料，再經由人工審核，約需耗費最長72小時的時間。

## 外部連結
- 自由軟體鑄造場
- 相關政府單位

1. 創用CC  ─  Creative Commons Taiwan （页面存档备份，存于）：創用CC台灣官方網站。同樣隸屬於中研院資創中心，負責推廣台灣創用CC的學術單位。
2. 教育部校園自由軟體應用諮詢中心（OSSACC） （页面存档备份，存于）